# 克莱森酯缩合反应
克莱森缩合反应（Claisen缩合反应）是指两分子羧酸酯在强碱（如乙醇钠）催化下，失去一分子醇而缩合为一分子β-羰基羧酸酯的反应。参与反应的两个酯分子不必相同，但其中一个必须在酰基的α-碳上连有至少一个氢原子。简单的说，该反应是一个酯分子的酰基对另一酯分子的酰基α-碳原子进行的酰化反应。有关更广泛定义的克莱森缩合，请见下文“交叉克莱森缩合”。

## 反应机理
克莱森缩合反应的核心步骤是一个亲核取代反应，它的具体步骤如下：
1. 一分子羧酸酯在强碱的进攻下失去酰基的一个α-氢原子，这是一个E2消除反应，并得到碳负离子A。
2. A对另一分子羧酸酯的羰基进行亲核进攻，得到中间体B，B随后脱去醇负离子而得到产物β-羰基羧酸酯。
3. 产物的α-氢与两个羰基邻近，因而有较强的酸性，会与反应物中的强碱反应而以共轭碱的形式存在。

## 交叉克莱森缩合
正如前述指出，参与克莱森缩合的两个酯分子不必相同。两种不同的酯之间的克莱森缩合被称为交叉克莱森缩合。然而，此时缩合可依多种不同方式发生，这就大大增加了副产物的数量，并使这样的反应变得不够实用。在交叉克莱森缩合的实际应用中，一般其中一种酯在酰基的α-碳上没有氢原子（如苯甲酸乙酯），反应的复杂性就大大降低了。
交叉克莱森缩合事实上拓广了克莱森缩合的定义，即，被酰化的酯分子可以被其他羰基化合物替代，比如酮。这样的反应遵循与前述反应相同的机制，故也归属于克莱森缩合。

## 应用举例

### 乙酰乙酸乙酯的合成
两分子乙酸乙酯可以通过该反应缩合成为3-羰基丁酸乙酯（通常称为乙酰乙酸乙酯），该化合物是有机合成的重要中间体。

### 乙酰丙酮的合成
在乙醇钠的催化下，一分子乙酸乙酯和一分子丙酮可缩合为2,4-戊二酮（通常称为乙酰丙酮）。乙酰丙酮的共轭碱在配位化学中是重要的配体。

### 脂肪酸的合成
在酶的催化下，通过克莱森缩合反应不断地将丙二酰辅酶A中的二碳单元添加到延伸中的碳链上，最终生成脂肪酸。

## 相关页面
- 化学反应列表
- 狄克曼缩合反应